# لامپ قوسی

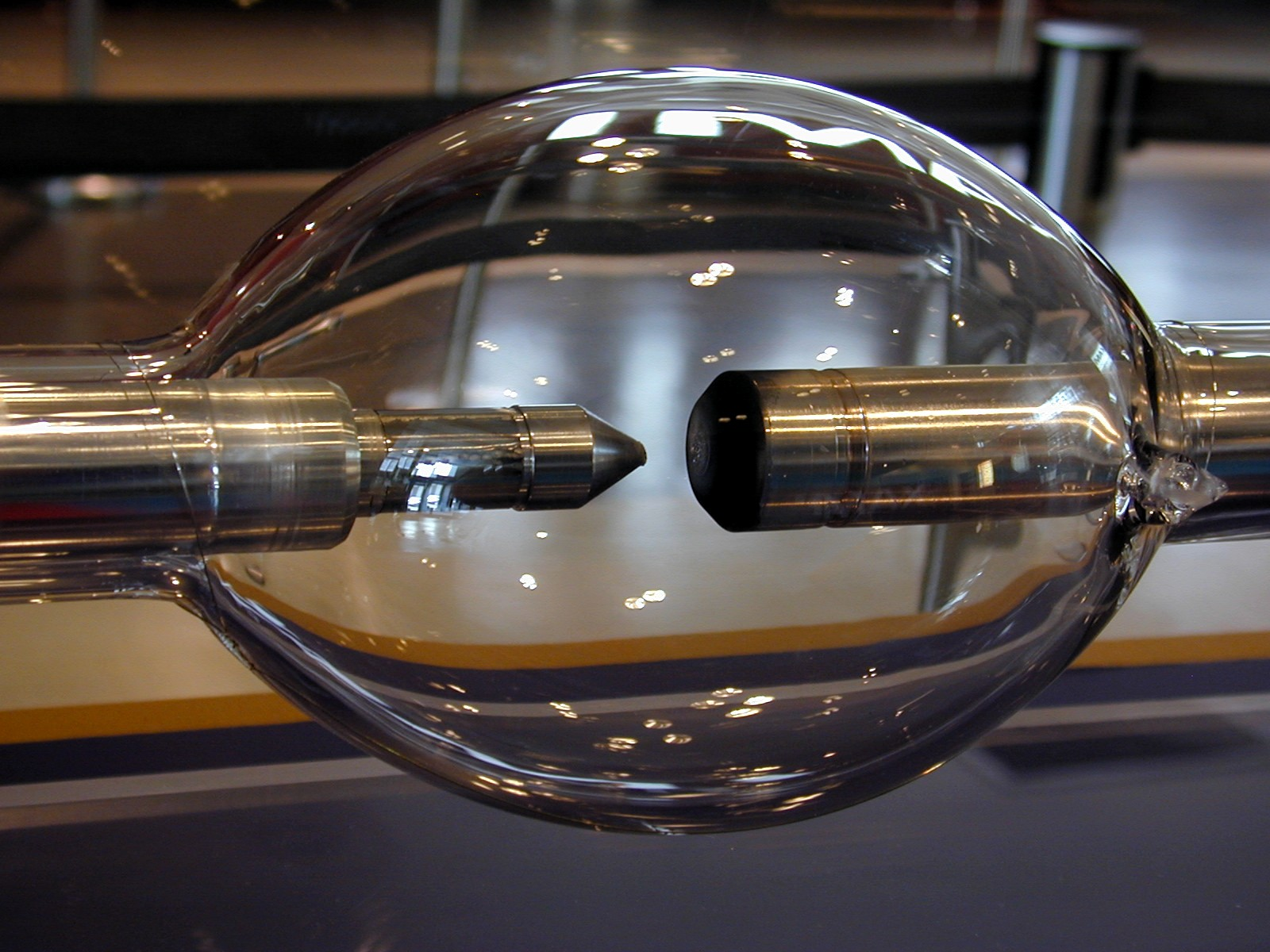
لامپ قوس کوتاه زنون ۱۵ کیلووات، استفاده‌شده در سامانهٔ پروژکتوری IMAX.

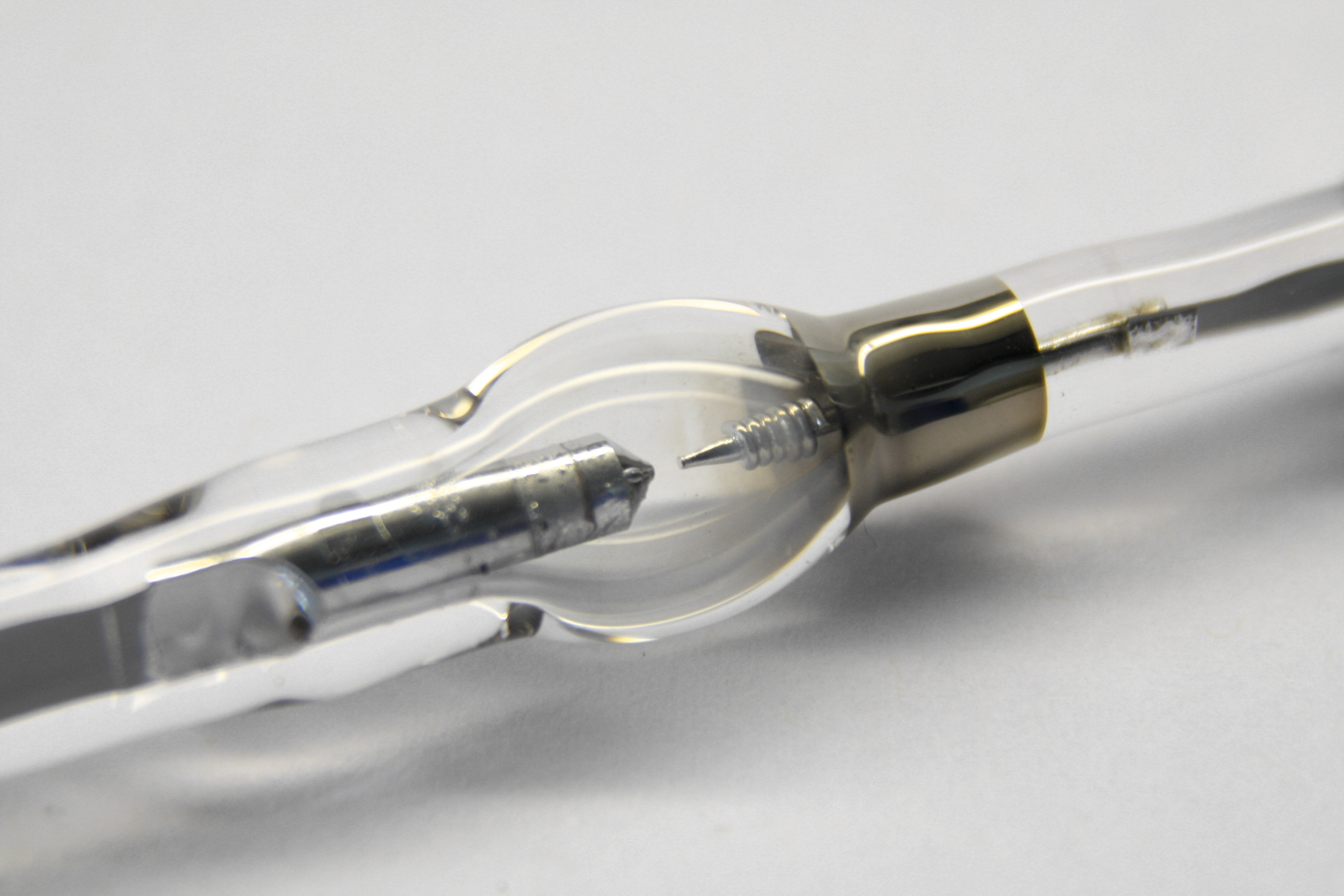
یک لامپ قوسی جیوه مربوط به یک ریزبین فلورسنت.

لامپ قوسی نوعی لامپ است که در آن با کمک یونش گاز میان دو الکترود و تولید قوس الکتریکی، نور تولید می‌شود. هنگام تخلیهٔ الکتریکی در جو بین دو الکترود، نور شدیدی تولید می‌شود که حاوی مقدار زیادی تابش فرابنفش است. با تأمین جریان الکتریکی، قوس ادامه می‌یابد. بازدهی این لامپ‌ها بسیار زیاد است و از آن‌ها در نورافکن‌ها، لامپ‌های پروژکتور و دیگر لامپ‌های ویژه، مانند لامپ‌های به کار رفته در دِرَخش‌ها استفاده می‌شود. لامپ‌های شعله‌ای رایج عبارتند از: لامپ‌های قوسی کربن، لامپ‌های قوسی شعله‌ای و لامپ‌های قوسی مغناطیسی.

## لامپ قوسی کربن

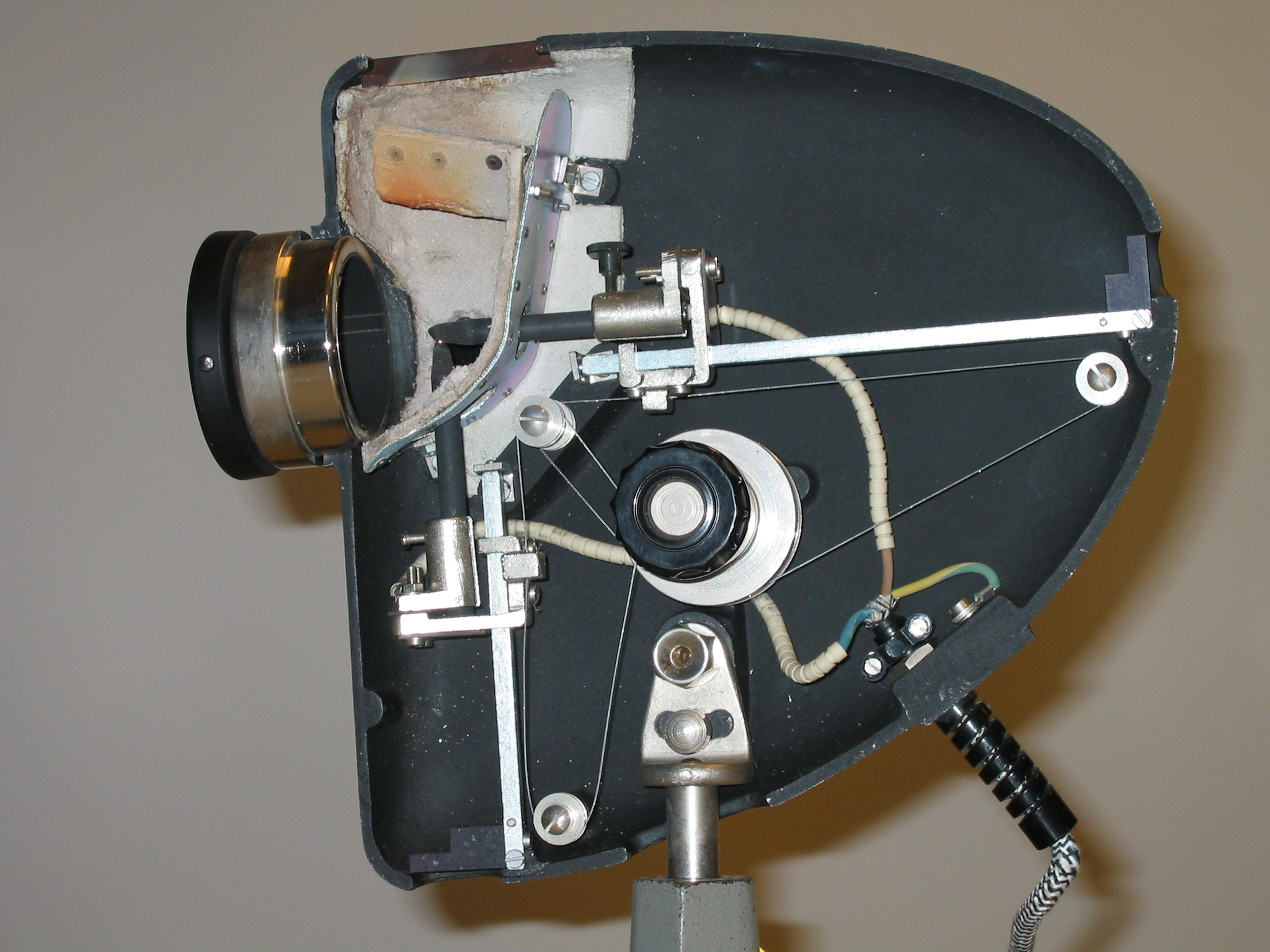
یک لامپ قوسی کربن که قاب آن بازشده. در این مدل فاصلهٔ بین الکترودها دستی تنظیم می‌شود.

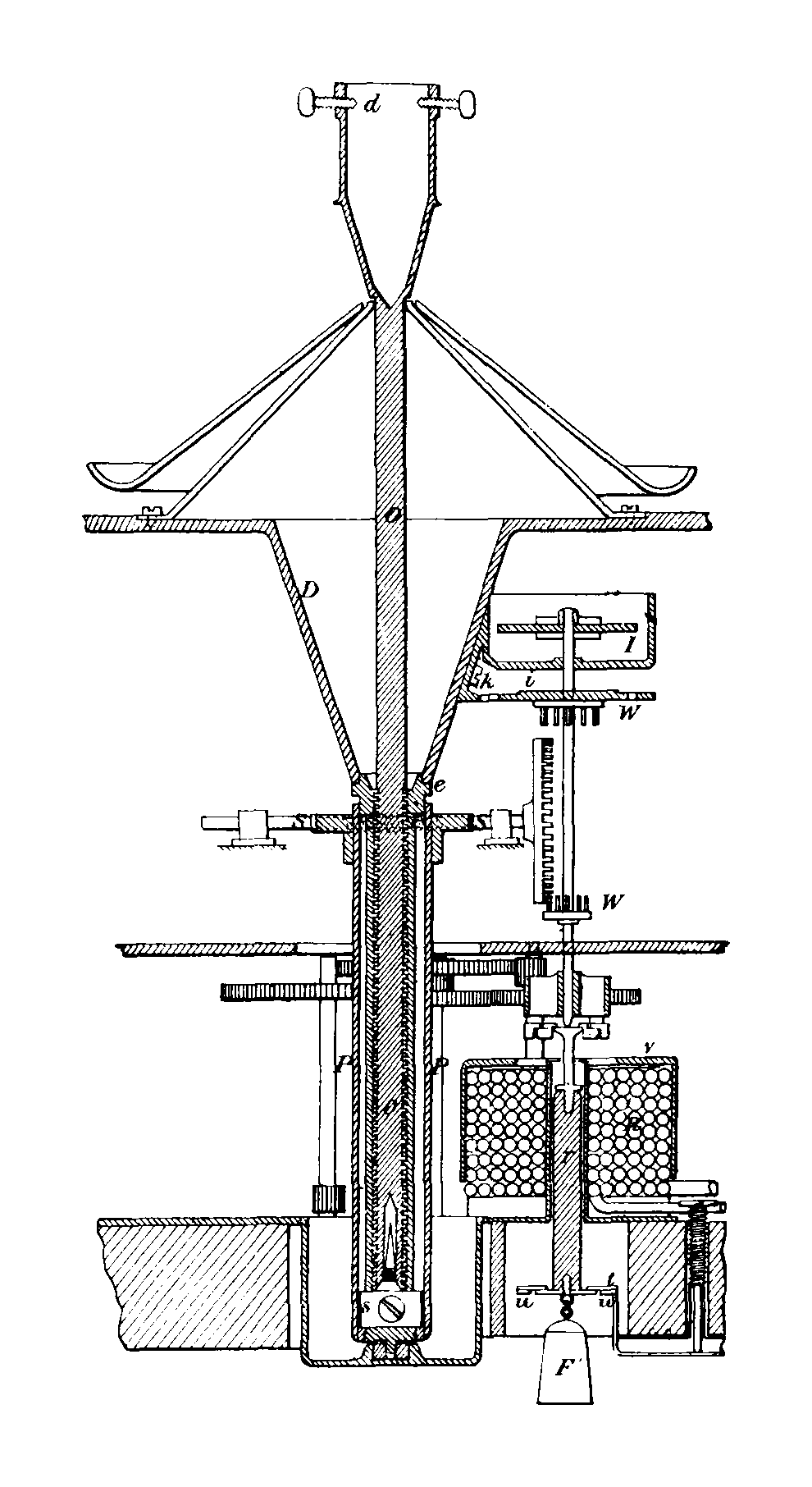
یک لامپ قوسی خودتنظیم‌کننده که بدست ویلیام ادواردز استیت و ویلیام پتری در ۱۸۴۷ میلادی پیشنهاد شد

این لامپ‌ها از دو الکترود سخت میله‌ای‌شکل از جنس کربن تشکیل شده‌اند. دو الکترود در یک راستا و کنار هم و در فاصلهٔ معینی قرار می‌گیرند. با ایجاد قوس الکتریکی لبه‌های الکترودها نیز بر اثر التهاب نور تولید می‌کنند. در طول زمان، کربن روی الکترود مثبت رفته‌رفته به الکترود منفی منتقل می‌شود، به همین علت در لامپ‌هایی که با جریان مستقیم کار می‌کنند، قطر الکترود مثبت تقریباً دوبرابر الکترود منفی ساخته می‌شود اما در لامپ‌هایی که با جریان متناوب کار می‌کنند مصرف الکترودها برابر است و قطر الکترودها را نیز برابر در نظر می‌گیرند. برای مهار و حفظ قوس الکتریکی، از یک مقاوت الکتریکی سری با الکترودها استفاده می‌شود. علت لزوم وجود این مقاومت این است که با افزایش جریان، سرعت بخار شدن کربن افزایش می‌یابد و مقاومت مدار را به شدت کاهش خواهد داد (قوس کربن دارای مقاومت منفی است). در لامپ‌هایی که تغذیهٔ اِی‌سی دارند می‌توان به جای مقاومت از یک سلف استفاده کرد. در لامپ‌های کربن حدود ۸۵ درصد نور را الکترود مثبت، ۱۰ درصد آن را الکترود منفی و ۵ درصد را هوا تولید می‌کند.
دمای الکترود مثبت در این لامپ‌ها بیشتر (حدود ۳۵۰۰ تا ۴۰۰۰ درجه سلسیوس) از الکترود منفی (حدود ۲۵۰۰ درجه سلسیوس) است. علت تولید گرما در قوس الکتریکی این است که الکترون‌ها از الکترود منفی به سوی الکترود مثبت حرکت می‌کنند و با اتم‌های خنثای هوا برخورد می‌نمایند و آن را به حالت یونیزه درمی‌آورند. یون‌های مثبت به سوی الکترود منفی می‌روند و با برخورد به کربن تولید گرما می‌کنند که دمای الکترود منفی را بالا می‌برد. از سوی دیگر یون‌های منفی که دارای وزن کمتری هستند، به سوی الکترود مثبت می‌روند و با سرعت بیشتری به کربن برخورد می‌نمایند و گرمای بیشتری تولید می‌کنند. علت مصرف بیشتر الکترود مثبت نیز همین دمای بیشتر آن است. ولتاژ کاری این لامپ‌ها بین ۴۰ تا ۶۰ وات است. بهرهٔ نوری آن‌ها از لامپ‌های التهابی بیشتر و حدود ۰٫۵ تا ۰٫۳ وات بر کاندلا یا ۲۰ لومن بر وات است. برای داشتن یک نور ثابت و دائم، نیاز است فاصلهٔ بین الکترودها که با مصرف کربن تغییر می‌کند حفظ شود و برای این کار از سازوکارهای الکتریکی و مکانیکی استفاده می‌کنند. با کوتاه‌شدن بیش از اندازهٔ کربن‌ها، آن‌ها را تعویض می‌نمایند. به علت نیاز به تنظیم و تعویض مستمر میله‌های کربنی، این لامپ‌ها جز برای کاربردهای خاص استفاده نمی‌شوند.

## لامپ قوسی شعله‌ای
ساختار کلی المپ‌های قوسی شعله‌ای مانند لامپ قوسی کربن است با این تفاوت که جنس الکترود این لامپ‌ها ۸۵٪ کربن و ۱۵٪ فلوراید است که این فلوراید به عنوان مادهٔ اشتعال شناخته می‌شود (می‌توان با استفاده از مواد جایگزین نور لامپ را تغییر داد). مادهٔ اشتعال دارای خاصیتی است که موجب می‌گردد از بخار بسیار داغ بین دو الکترود نور تابش گردد. بهرهٔ نوری این نوع لامپ قوسی از نوع کربن بیشتر است.

## لامپ قوسی مغناطیسی
ساختار کلی لامپ قوسی مغناطیسی مانند لامپ قوسی کربن است، با این تفاوت که جنس الکترود مثبت آن از مس، و جنس الکترود منفی آن از یک اکسید مغناطیسی آهن است. این نوع لامپ‌ها به ندرت استفاده می‌شوند.